# La Vergne (Charente-Maritime)
La Vergne is een gemeente in het Franse departement Charente-Maritime (regio Nouvelle-Aquitaine) en telt 569 inwoners (1999). De plaats maakt deel uit van het arrondissement Saint-Jean-d'Angély.

## Geografie
De oppervlakte van La Vergne bedraagt 14,1 km², de bevolkingsdichtheid is 40,4 inwoners per km².
De onderstaande kaart toont de ligging van La Vergne (Charente-Maritime) met de belangrijkste infrastructuur en aangrenzende gemeenten.

## Demografie
Onderstaande figuur toont het verloop van het inwonertal (bron: INSEE-tellingen).